# Herschdorf (Krölpa)
Herschdorf ist ein Ortsteil der Gemeinde Krölpa im thüringischen Saale-Orla-Kreis.

## Geographie
Herschdorf liegt etwa vier Kilometer nördlich der Ortslage Krölpa. Die Flur befindet sich geologisch gesehen auf Buntsandstein- und Muschelkalk-verwitterten Böden der Saale-Orlaplatte. Die Fluren von Hütten und Herschdorf liegen in einem größeren Waldgebiet um Friedebach etwas abseits des öffentlichen Lebens.
Die Ortschaft liegt in einer Geländesenke auf dem Höhenzug der Vorderen Heide.

### Nahverkehr
Im öffentlichen Nahverkehr ist Herschdorf über die Haltestelle Herschdorf/Pößneck mit folgender Linie erreichbar:
- Bus 969 (KomBus): Friedebach – Herschdorf – Pößneck

## Geschichte
Herschdorf wurde im Jahr 1349 erstmals urkundlich erwähnt.
Im Verlaufe der Jahrhunderte tauchten mehrere verschiedene Schreibweisen auf, die in Verbindung mit Herschdorf gebracht werden: 1540 wurde erstmals im Zusammenhang mit der heutigen Ortschaft der Name „Gersdorf“ verwendet. Später wurde auch von „Horsdorf“ oder auch „Herßdorf“ gesprochen.
Am 1. Juli 1950 wurde die Gemeinde Hütten nach Herschdorf eingemeindet, am 1. Januar 1997 erfolgte die Eingemeindung nach Krölpa.
Des Weiteren gab es außer Herschdorf noch eine zweite Ortschaft auf der Höhe zwischen Herschdorf und Friedebach, welche „Oberherrschdorf“ genannt wurde. Heute ist die Stelle vollständig mit Wald bedeckt. Der Name Herschdorf wurde von „Hirschdorf“ abgeleitet. Hirschdorf ist eine sinnreiche Bezeichnung, denn der Hirsch hatte einst seinen Aufenthaltsort mit Vorlieben auf unseren waldreichen Höhen.

### Einwohnerentwicklung
Entwicklung der Einwohnerzahl (Stand jeweils 31. Dezember):
| - 1933: 184 - 1939: 197 | - 1994: 324 - 1995: 334 - 1996: 344 |

 Datenquelle ab 1994: Thüringer Landesamt für Statistik